# Servais Knaven

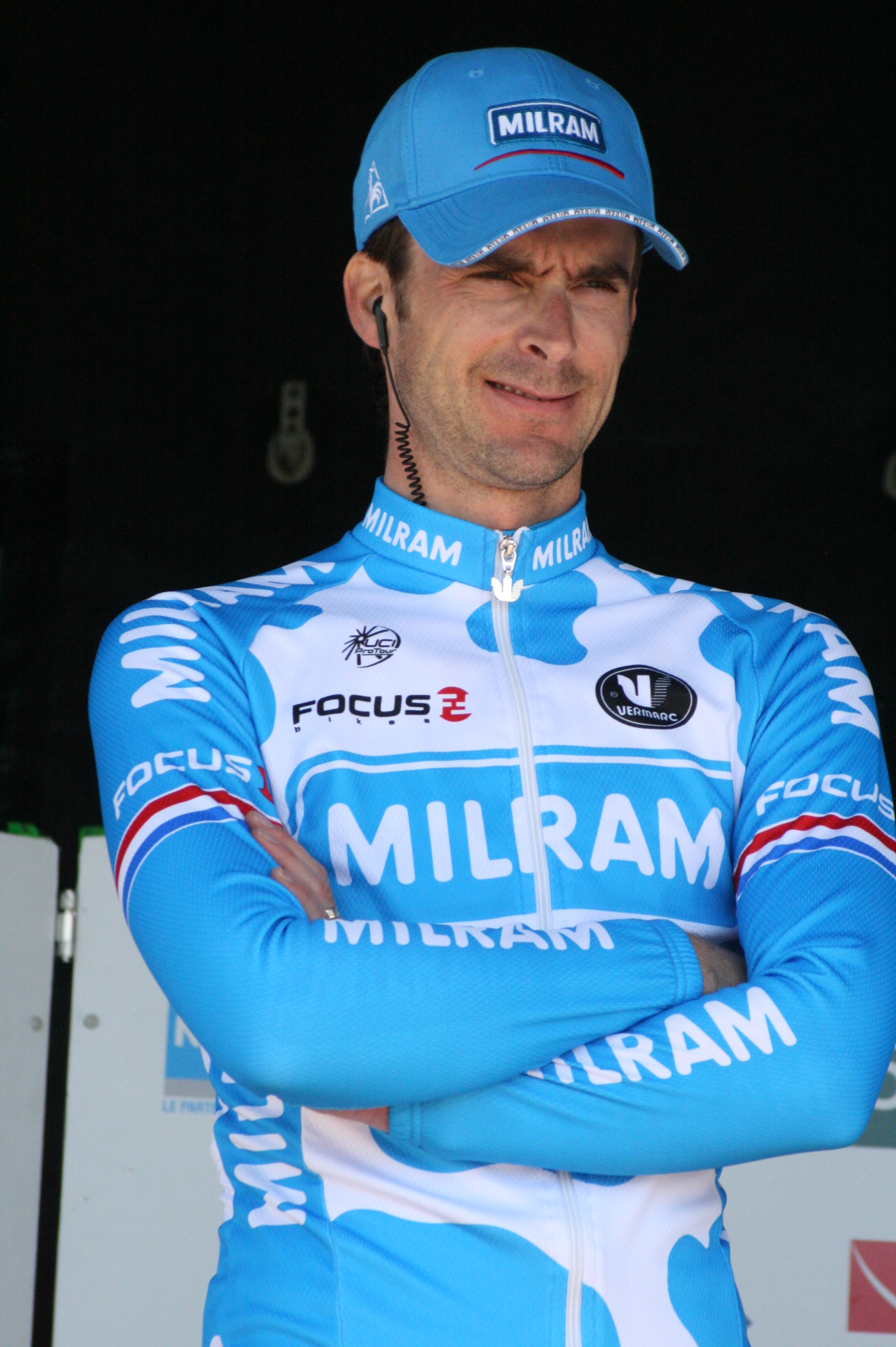
Servais Knaven bei den Vier Tagen von Dünkirchen 2010

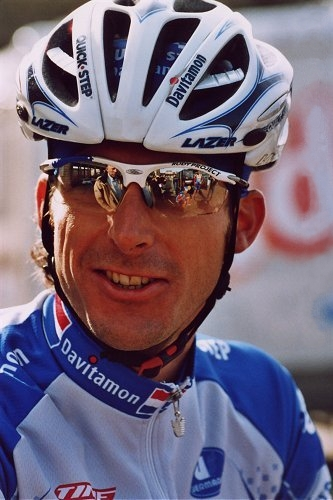
Servais Knaven vor Paris–Roubaix 2004

Henricus Theodorus Josephus (Servais) Knaven (* 6. März 1971 in Lobith) ist ein niederländischer Sportlicher Leiter und ehemaliger Radrennfahrer.

## Karriere
Knaven wurde 1994 Profi beim Radsportteam TVM. Seinen größten Erfolg erreichte er 2001 als Sieger des Klassikers Paris–Roubaix, als er sich als Außenseiter 10 Kilometer vor dem Ziel aus einer siebenköpfigen Spitzengruppe löste.
Im April 2010 kündigte Servais Knaven seinen Rücktritt vom aktiven Radsport zum August desselben Jahres an und wechselte in die Teamleitung seines Teams Milram. Nach Schließung des Milram-Teams wechselte er als Sportlicher Leiter zum Team Sky.

## Palmarès
1993
- Teleflex Tour

1995
- Niederländischer Meister – Straßenrennen

1997
- Gesamtwertung Dänemark-Rundfahrt
- eine Etappe Schweden-Rundfahrt

1998
- eine Etappe Etoile de Bessèges
- Grote Scheldeprijs
- Quer durch Gendringen

2001
- Paris–Roubaix

2003
- eine Etappe Tour de France

2005
- eine Etappe Tirreno–Adriatico

## Teams
- 1993–1999 TVM
- 2000 Farm Frites
- 2001–2002 Domo-Farm Frites
- 2003–2006 Quick Step
- 2007 T-Mobile Team
- 2008 Team High Road / Team Columbia
- 2009–2010 Team Milram